# Summer Wine
Summer Wine è una canzone scritta da Lee Hazlewood.

## La canzone
Fu inizialmente cantata da Suzi Jane Hokom e Lee Hazlewood nel 1966, ma venne portata al successo da Nancy Sinatra l'anno successivo. Il testo, di vaga ispirazione "country", narra di un lui, concentrato sui suoi speroni d'argento, che incontra una lei che gli offre il suo vino estivo, si suppone una sorta di sangria in quanto la prima strofa allude a fragole e ciliegie. Si ha ragione di credere che sia un linguaggio cifrato, in cui è di scena la reciproca offerta amorosa. L'uomo accetta il vino ma presto cade addormentato e al suo risveglio la donna è sparita così come i suoi speroni d'argento. Ma al di là del testo, la canzone si segnala per il duetto ammaliante tra la voce maschile e femminile che raggiunge vette di coinvolgimento emotivo nella costruzione della frase musicale "a spirale".

## Altri interpreti
La canzone è stata interpretata anche dal cantante greco-inglese Demis Roussos, e in ultimo, nel 2013, da Lana Del Rey e dal suo ex fidanzato Barrie-James O'Neil, dove sono restituite con altrettanto fascino canoro e sonoro le atmosfere country dei primi interpreti.

## Cover e Cinematografia
Del brano sono state eseguite numerose cover, tra le quali:
- Natalia Avelon in duetto con Ville Valo degli HIM nel 2007.
- Dalida nel 1969, Ci sono fiori.

La versione del 1967 è stata usata nel film: L'ultima lettera d'amore, tratto del romanzo omonimo del 2011 scritto da Jojo Moyes e nel film del 2022 The Hanging Sun - Sole di mezzanotte tratto dal romanzo "Sole di mezzanotte" di Jo Nesbo.